# Ga zitten en sterf
Ga zitten en sterf is een hoorspelserie naar de detectiveroman Nimm Platz und stirb (pas in 1967 gepubliceerd) van Hans Gruhl. De bewerking van Hans-Georg Berthold werd vanaf 11 oktober 1964 door de Sender Freies Berlin uitgezonden. De vertaling van Justine van Maaren werd door de VARA uitgezonden vanaf dinsdag 1 januari 1974 (met een herhaling vanaf zondag 9 juni 1985). De gastregisseur was Klaus Mehrländer.

## Delen
- Deel 1 (duur: 32 minuten)
- Deel 2 (duur: 37 minuten)
- Deel 3 (duur: 37 minuten)
- Deel 4 (duur: 42 minuten)
- Deel 5 (duur: 43 minuten)

## Rolbezetting
- Jan Borkus (Hans Trubo, scenarioschrijver)
- Rudi Falkenhagen (Stefan Reinold, filmregisseur)
- Tom van Beek (Thomas Jüstel, bijgenaamd Jühl)
- Maria Lindes (Tina, secretaresse van Reinold)
- Dore Smit (Gaby, een filmster)
- Paul Deen (Nathan Kirschbaum, filmproducer)
- Pim Peters (Valentin Serkoff)
- Johan Sirag (Paul Carolys, acteur)
- Martin Simonis (stem 1)
- Ad Fernhout (stem 2)
- Paul van der Lek (Nogees, commissaris van politie)
- Bea Meulman (Els, vriendin van Hans Trubo)
- Johan te Slaa (belichter)
- Martin Simonis (Guus, zijn hulpje)
- Martin Simonis (Wittsteiner, een operateur)
- Bep Westerduin (Vera Reinold-Perrin, ex-vrouw Reinold)
- Donald de Marcas (Charley, een barkeeper)
- Peter Aryans (Bollman, een vechtersbaas)
- Peggy Kropman (zijn vriendin)
- IJda Andrea (tante Clara, de kroegbazin)
- Jeanne Verstraete (juffrouw Woudstra, een oude secretaresse)
- Donald de Marcas (een jonge politiecommissaris)

## Inhoud
Net op de eerste draaidag van een misdaadfilm met de veelbelovende titel "Moord verjaart nooit" wordt de producent van deze film in het atelier door een naar beneden stortende schijnwerper gedood. De belichters wijzen het verwijt van nalatigheid beslist van de hand. Ook heeft echt niemand het geringste vermoeden, wie de voortreffelijke producent naar het leven zou hebben kunnen staan... Als na drie dagen de prominente regisseur van de film neergestoken wordt, is de politie ervan overtuigd dat het geen ongelukken zijn. Doch zowel zij als de auteur van de film tasten in het duister. Hij beleeft merkwaardige dingen, volgt gericht een spoor en komt zeer dicht bij de waarheid. Een derde moord kan hij evenwel niet verhinderen. En als hij dan zelf in de loop van een trommelrevolver kijkt, is er fantasie nodig...